# 葭屋町通
葭屋町通 （よしやまちどおり）は、京都市の南北の通りの一つ。堀川通の西に位置し、北は元誓願寺通から南は丸太町通までの比較的短い通りである。
ここでは、二条城をはさんだ南の延長線上にある岩上通（いわがみどおり）についても併せて取り上げる。

## 概要
豊臣秀吉の京都改造事業により天正年間に堀川通と猪熊通の間に新たに設けられた通りである。開通当時は元誓願寺通から南は松原通へ至る道であったが、1602年（慶長7年）に二条城を築く際に丸太町通から御池通の間が分断され、御池通以南の区間は岩上通となった。
通りの名前の由来は不詳である。現在は住宅街の中を抜ける狭い通りで、全ての区間が南行きの一方通行となっている。

## 岩上通
岩上通（いわがみどおり）は京都市内の南北の通りの一つ。北は御池通から南は塩小路通まで至り、途中松原通から下魚棚通（七条通一筋南）まで西本願寺などで中断する。
二条城の築城に際し、二条猪熊に存在していた霊石がこの通りの沿道に移ってきたことが通りの名前の由来となっている。石が移された場所（六角通下ル）には現在も岩上神社（中山神社）が存在する。
天正の地割によって開通した時は松原通までであったが、これも二条城の築城に際し、丸太町通から御池通までの区間に住んでいた町人が七条通以南に居を移したため、現在は七条通以南の区間も岩上通と呼んでいる。
葭屋町通と同じく、沿道には住宅が立ち並ぶ生活道路である。通りの北端から松原通までは南行きの一方通行となっている。

## 沿道の主な施設

### 葭屋町通
- 晴明神社
- 京都市上京区社会福祉協議会

### 岩上通
- 京都市中京区総合庁舎（入口は堀川通）
- 中山神社（岩上神社）
- フランシスコの家（南蛮寺跡）
- 粟島堂宗徳寺